# Call of the Mastodon
Call of the Mastodon (с англ. — «Зов мастодонта») — сборник ранних записей американской сладж-метал группы Mastodon, выпущенный 7 февраля 2006 года под лейблом Relapse Records. Это последний релиз группы на лейбле Relapse. На момент выхода сборника группа уже подписала контракт с новым лейблом Reprise Records, находящимся во владении Warner Music и занималась записью их третьего студийного альбома Blood Mountain.

## Содержание альбома
Альбом представляет из себя отремастеринговые версии песен, записанных до выхода дебютного альбома Remission. Пять песен с альбома («Shadows That Move», «Welcoming War», «We Built This Come Death», «Hail to Fire» и «Battle at Sea») были выпущены в 2001 году на втором мини-альбоме группы Lifesblood. Как и в случае мини-альбома, ни одна из песен в итоге не вошла в дебютный альбом, только часть песен присутствует на DVD-издании альбома Leviathan в виде концертных версий.
Часть песен начинается с сэмплов, так, «Shadows That Move» начинается с фрагмента из фильма «Пролетая над гнездом кукушки», сэмпл в начале «Hail to Fire» взят из биографического документального фильма Dancing Outlaw, посвященному американскому народному танцору Йеско Уйату, а во вступлении к «We Built This Come Death» скорее всего звучит фрагмент записи Нюрнбергского процесса.

## Отзывы критиков
| Оценки критиков | Оценки критиков |
| Источник        | Оценка          |
| --------------- | --------------- |
| Allmusic        | [ 6 ]           |
| Pitchfork Media | [ 2 ]           |
| Blabbermouth    | [ 7 ]           |

Альбом получил в целом положительные отзывы. Кит Бергман из Blabbermouth выделил большую «брутальность» песен, по сравнению с поздними альбомами группы и отдельно упомянул Брэнна Дэйлора, как «чёртова бога крышесносных барабанов и брейков, которые несутся, как бурная река на порогах». Так как Call of the Mastodon вышел после невероятно успешного и горячо принятого прессой и публикой Leviathan, критики единогласно отметили рост группы в музыкальном плане, как более продуманное композиторское мастерство и текстовую составляющую песен, так и развитие Троя Сандерса и Брента Хайндса как вокалистов.

## Список композиций
Слова и музыка всех песен — Mastodon.
| №                   | Название                                                            | Длительность |
| ------------------- | ------------------------------------------------------------------- | ------------ |
| 1.                  | «Shadows That Move»                                                 | 3:53         |
| 2.                  | «Welcoming War»                                                     | 2:56         |
| 3.                  | «Thank You for This»                                                | 1:41         |
| 4.                  | «We Built This Come Death»                                          | 2:29         |
| 5.                  | «Hail to Fire»                                                      | 2:12         |
| 6.                  | «Battle at Sea»                                                     | 4:13         |
| 7.                  | «Deep Sea Creature»                                                 | 4:40         |
| 8.                  | «Slickleg»                                                          | 3:29         |
| 9.                  | «Call of the Mastodon»                                              | 3:39         |
| 10.                 | «Where Strides the Behemoth» (Бонусный live-трек японского издания) | 2:55         |
| Общая длительность: | Общая длительность:                                                 | 29:12        |

## Участники записи
Mastodon
- Брэнн Дэйлор — ударные, вокал на «Battle at Sea»[8]
- Брент Хайндс — гитара, вокал
- Билл Келлихер — гитара
- Трой Сэндерс — бас-гитара, вокал
- Эрик Сэнер — вокал

Другие
- Мэтт Вошберн — запись, сведение, мастеринг
- Пол Романо — обложка